# Meredith Frampton

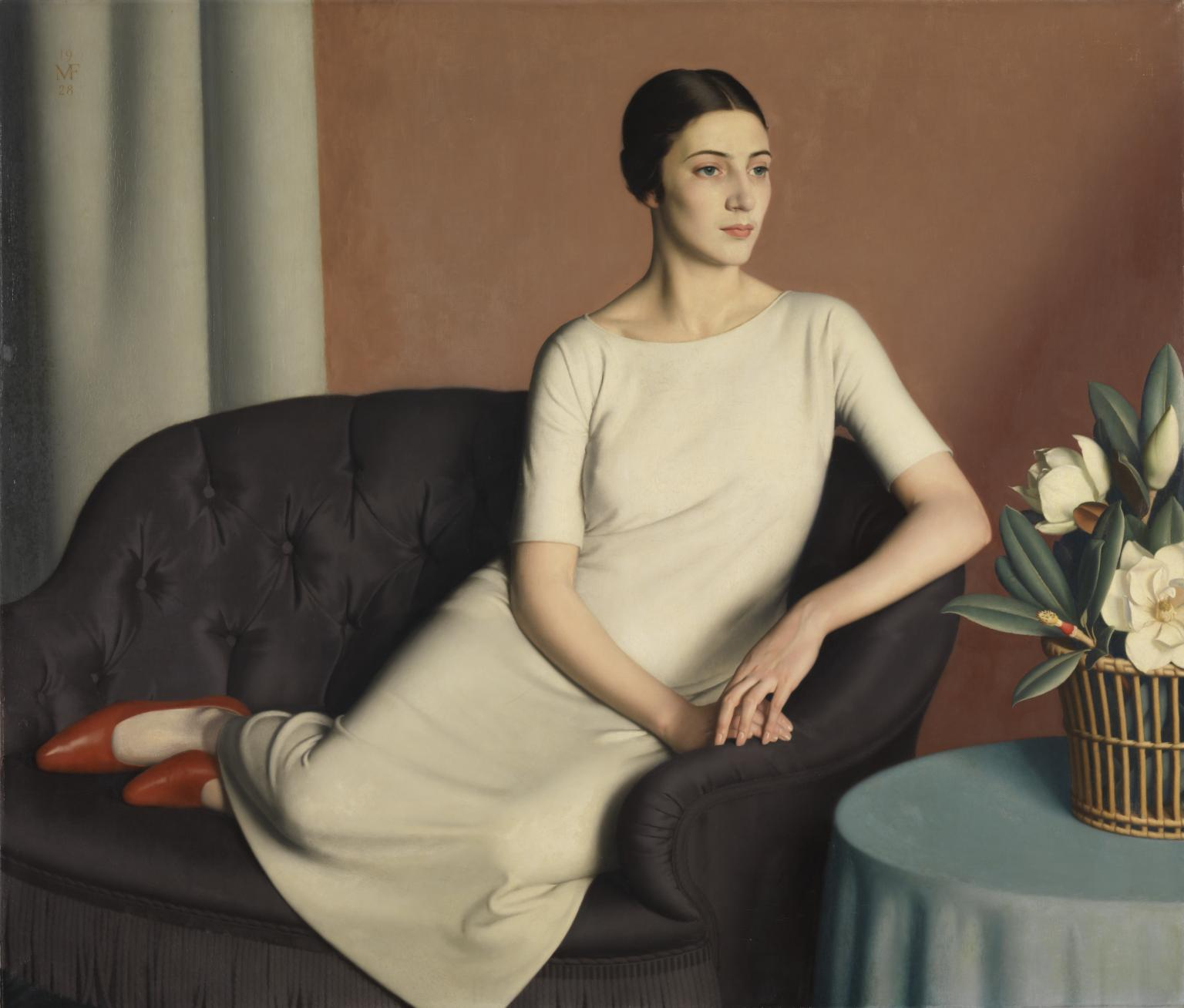
Porträt von Marguerite Kelsey von Meredith Frampton, 1928. Tate, London

George Vernon Meredith Frampton (* 17. März 1894 in St John’s Wood, London; † 16. September 1984 in Mere, Wiltshire) war ein britischer Maler und Radierer, der in den 1920er bis 1940er Jahren als Porträtist erfolgreich war.

## Leben
Meredith Frampton war der einzige Sohn des Bildhauers George Frampton und der Malerin Christabel Cockerell. Nach seiner Ausbildung an der Westminster School studierte er an der St John’s Wood School of Art und von 1912 bis 1915 an den Royal Academy Schools, wo er einen ersten Preis und eine Silbermedaille erhielt. Während des Ersten Weltkriegs diente Frampton in der britischen Armee an der Westfront in einer Feldvermessungseinheit, wo er feindliche Schützengräben zeichnete und an der Interpretation von Luftaufnahmen arbeitete. Nach dem Krieg setzte er seine künstlerische Laufbahn fort und etablierte sich als einer der angesehensten britischen Maler seiner Zeit. Zwischen 1920 und 1945 stellte er fast jedes Jahr in der Royal Academy aus, insgesamt 32 Gemälde. 1925 wurde er Mitglied der Art Workers’ Guild, 1934 Associate Member der Royal Academy und 1942 Full Member der Akademie.
In den 1930er Jahren entwarf Meredith Frampton ein Haus auf einem Hügel über Monkton Deverill in Wiltshire, in das er sich später mit seiner Frau zurückzog. Aufgrund einer Verschlechterung seines Sehvermögens bat er 1953 die Royal Academy, ihn auf die Liste der emeritierten Mitglieder zu setzen, da er sich nicht mehr in der Lage fühlte, auf seinem hohen Niveau weiter zu arbeiten. Für den Rest seines Lebens widmete er sich der Verbesserung und Instandhaltung seines Hauses und entwarf seine eigenen Möbel und Uhren.

## Werk

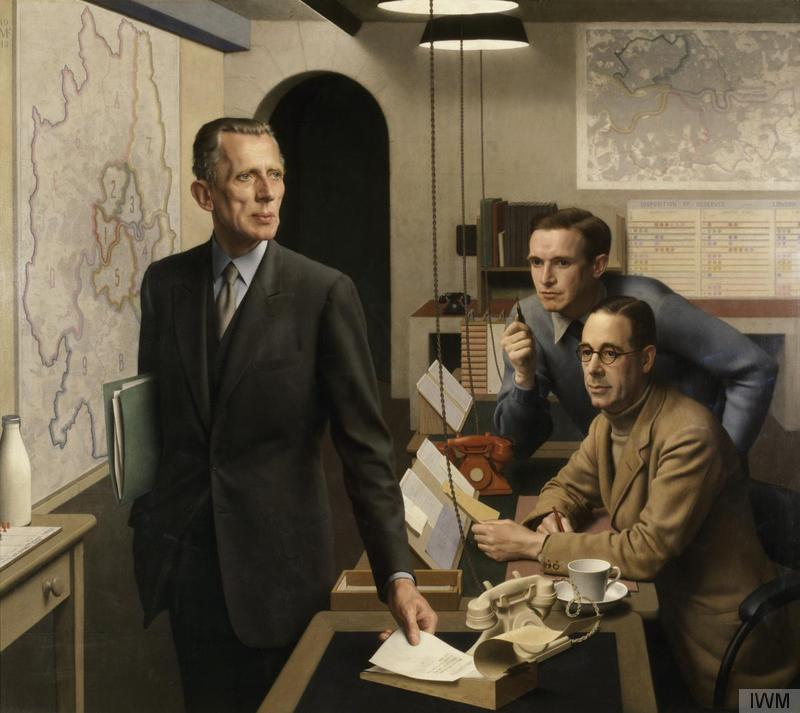
Dreifachporträt (1943) von Ernest Gowers, Senior Regional Commissioner für London, Oberstleutnant AJ Child, Direktor für Operationen und Nachrichtendienst, und KAL Parker, stellvertretender Hauptverwaltungsbeamter, im Kontrollraum des regionalen Zivilschutzes in London. Ernest Gowers steht auf der linken Seite vor einer Karte von London

Meredith Frampton ist bekannt für seine Porträts von Mitgliedern der britischen Gesellschaft, darunter der Herzog von York (später König Georg VI.), Akademiker und Wissenschaftler, sowie für eine Reihe von ganzfigurigen Porträts von Frauen aus der Modewelt. Oft arbeitete er ein ganzes Jahr an einem einzigen Bild. Charakteristisch für seine Malweise sind die glatten Farben ohne sichtbare Pinselstriche, die einen fast fotografischen Realismus erzeugen. Ein bemerkenswertes Werk ist Portrait of a Young Woman (1935), das Frampton in der Royal Academy ausstellte und das später von der Tate Gallery erworben wurde. Für dieses Gemälde ließ er mehrere Objekte speziell anfertigen, und das Kleid der dargestellten Margaret Austin-Jones wurde von ihrer Mutter genäht. Austin-Jones stand auch Modell für eines seiner bekanntesten Werke, A Game of Patience (1937), das sich heute in der Ferens Art Gallery in Hull befindet.
Während des Zweiten Weltkriegs erhielt Frampton zwei Aufträge vom War Artists’ Advisory Committee. Einer war für das Admiralty vorgesehen, wurde aber nicht ausgeführt. Der andere Auftrag führte zu einem Gruppenporträt von Ernest Gowers und seinen Kollegen in ihrem unterirdischen Kontrollraum in Kensington. Obwohl Framptons Werke nach dem Krieg nur selten öffentlich gezeigt wurden und er weitgehend in Vergessenheit geriet, wurde er 1982 mit einer Retrospektive in der Tate Gallery wiederentdeckt, die seine erste Einzelausstellung war und seinen Ruf rehabilitierte.